# Marta Guardiola García
Marta Guardiola Garcia (Besalú, Gerona, 1984) es una ingeniera y doctora en Telecomunicaciones española, galardonada en innumerables ocasiones por órganos referentes a las TICs.

## Historia
Licenciada en ingeniería de telecomunicaciones por la Universidad Politécnica de Cataluña (UPC) en 2008, se doctoró en Teoría de señales y Comunicaciones en 2013. De 2006 a 2013, fue asistente de investigación del Grupo de Investigación ANTENNALAB de la UPC. Desde el 2014 es profesora visitante e investigadora del BCN MedTech Group en la Universidad Pompeu Fabra (UPF). Ha sido autora o coautora de más de 24 artículos de revistas y conferencias y tiene una patente. Sus intereses de investigación incluyen imágenes de microondas, espectroscopia dieléctrica, modelado computacional y antenas para imágenes de microondas. Es coinventor de una tecnología basada en microondas para la detección del cáncer colorrectal y fundadora de la empresa MiWEndo Solutions, donde dirige un equipo de ingenieros que ha miniaturizado un sistema de antenas para ser acoplado a los colonoscopias. Con este nuevo dispositivo, los médicos endoscopistas tienen mejores instrumentos para la correcta detección precoz del cáncer colorrectal. Este invento le ha llevado a ser premiada con el Premio Mujer TIC 2020 de Emprendimiento. Guardiola se ha implicado en el fomento de las vocaciones STEM entre los jóvenes y, en particular, las niñas, con la organización de talleres y charlas.

## Contribuciones
A pesar de haber estudiado ingeniería, Marta siempre ha sentido debilidad por la medicina y por contribuir a ayudar a la sociedad. Gracias a sus estudios en Ingeniería de Telecomunicaciones y su doctorado en teoría de señales y comunicación, ha podido desarrollar una investigación sobre diversas enfermedades para su detección precoz. Algunos de estos padecimientos son el cancer de mama, los accidentes cerebrovasculares y el cáncer colorrectal. A pare de sus estudios, ha realizado diversos cursos de emprendimiento y programas de aceleración (Lean Launchpad de la Universidad de Berkeley, Indústria del Coneixement, Caixaimpulse and Ship2B)  que han provocado que pusiera los datos de su investigación a disposición de la sociedad.

## Reconocimientos
- Primer Premio IEEE International Symposium on Antennas and propagación Antenna Design Contest (2010)
- Premio IEEE International Conference on Electromagnetic Field-Field Characterization and Imaging Papel (2011)
- Premio de transferencia de conocimiento del Consejo Social de la UPF (2016)
- Premio Mujer TIC de Emprendimiento (2020)